# Drosophila persimilis
Drosophila persimilis is een vliegensoort uit de familie van de fruitvliegen (Drosophilidae). De wetenschappelijke naam van de soort is voor het eerst geldig gepubliceerd in 1944 door Dobzhansky and Epling.